# 세 얼간이 (소설)
《세 얼간이》(영어: Five Point Someone: What not to do at IIT)은 체탄 바갓의 2004년 장편 소설이다. 라지쿠마르 히라니 감독이 연출하고 아미르 칸이 주연한 영화 《세 얼간이》의 원작으로, 대한민국에는 영화 개봉 후 북스퀘어에서 정승원 번역으로 책이 출간되었다.

## 등장인물
- 네하 체리안
- 체리안 교수
- 베라 교수
- 더비 교수
- 벤캇